# Xhuliano Kamberaj
Xhuliano Kamberaj est un coureur cycliste albanais, né le 30 mai 1994 à Trente en Italie.

## Palmarès
- 2014
  -  Champion d'Albanie sur route
  - Circuito Guazzorese
  - 2e du Trophée Visentini
  - 2e du championnat d'Albanie du contre-la-montre
  - 2e du Trophée Stefano Fumagalli
  - 2e de la Medaglia d'Oro Città di Monza
  - 2e du Gran Premio Fiera del Riso
  - 3e de Vicence-Bionde
- 2015
  - Gran Premio d'Autunno
  - 2e de Milan-Busseto
  - 3e de La Popolarissima
  - 3e du Trofeo Gianfranco Bianchin
- 2017
  - Trophée Visentini
  - 3e étape du Tour d'Albanie
  - 4e étape des Quatre Jours des As-en-Provence
  - 4e étape du Tour de la province de Valence
  - 3e du Trofeo Papà Cervi
  - 3e du Circuito delle Stelle
- 2018
  - 2e étape du Mémorial Manuel Sanroma
  - 3e étape du Tour d'Albanie
  - 2e du Trophée Stefano Fumagalli
  - 3e de la Medaglia d'Oro Città di Monza

## Classements mondiaux
| Année           | 2014 | 2015 | 2016 | 2017   | 2018   |
| --------------- | ---- | ---- | ---- | ------ | ------ |
| UCI Europe Tour | 262e | 739e |      | 1 233e | 1 365e |
| UCI Asia Tour   |      |      | 577e |        |        |